# 앰코 테크놀로지 코리아
앰코테크놀로지코리아(Amkor Technology Korea, 앰코코리아)는 1968년에 대한민국 최초로 반도체 사업에 착수한 반도체 전문기업으로 현재는 반도체 패키징 및 테스트 기업이다. 설립 당시 명칭은 아남산업. 1988년 인천광역시 계양구 효성동에 부평사업장(K3사업장)을 설립하였으며, 1997년 광주광역시 북구 대촌동에 광주사업장(K4사업장)을 설립했다. 1998년에 명칭을 아남반도체로 바꾸었으며, 이듬해 광주사업장에 앰코테크놀로지코리아를 설립한 뒤 2000년에 아남반도체가 가지고 있던 사업장 세 군데를 모두 인수했다. 경기도 부천에 있던 사업장(K2사업장)은 2003년에 광주사업장과 통합하였다. 2013년에는 인천 연수구 송도동(인천광역시 경제자유구역 송도국제업무단지에 약 5만6000평 규모 부지)에서 송도사업장(K5사업장) 및 글로벌 R&D센터 기공식을 열었고, 현재까지 국내에 세 군데 사업장이 운영 중이다.
앰코(Amkor)는 미국 애리조나주 템피(Tempe)에 본사를 두고 있고 나스닥에 상장되어 있다. 한국을 비롯한 8개국에 20개 생산기지가 있고 3만2000여 명의 임직원이 근무 중이다.

## 대표이사
지종립 사장 (2021년 3월 12일)

## 주요 사업장
- 인천광역시 부평사업장(K3사업장)
- 광주광역시 광주사업장(K4사업장)
- 인천광역시 송도사업장(K5사업장)

## 관련 자료
1. ↑  글로벌 R&D 연구소는 송도사업장으로, 인천광역시 연수구 송도미래로 150에 있다.
2. ↑  앰코테크놀로지 회사 연혁.